# Alan Foggon
Alan Foggon (Chester-le-Street, 23 febbraio 1950) è un ex calciatore inglese, di ruolo attaccante.

## Caratteristiche tecniche
Alan Foggon era un'ala sinistra e un attaccante interno, dotato di un ottimo controllo di palla, veloce e potente nella corsa che dava il meglio di quando affrontava direttamente una difesa. Joe Harvey lo soprannominò "The White Tornado" a causa della sua velocità e del pallore della sua pelle, che al massimo della forma era un giocatore strepitoso. Altresì soffriva di una forma fisica altalenante che ne inficiò la carriera.

## Carriera
Si forma calcisticamente nel Newcastle Utd, debuttando in prima squadra contro l'Arsenal il 10 febbraio 1968. Durante la sua permanenza con i Magpies ottiene come miglior piazzamento in campionato il settimo posto nella First Division 1969-1970, vincendo però la Coppa delle Fiere 1968-1969, entrando a partita in corso in entrambe le partite della finale contro gli ungheresi dell'Újpest.
Stufo dello scarso impiego chiese la cessione al Cardiff City, che lo acquistò per £25.000 nell'agosto 1971.
Restò a Cardiff sino all'ottobre 1972, disputando un stagione e mezza tra i cadetti con i gallesi. Venne ceduto al Middlesbrough, con cui vinse la Second Division 1973-1974, disputando altre due stagioni nella massima serie inglese.
Terminata l'esperienza al Boro nell'estate 1976 passò agli statunitensi del Rochester Lancers, franchigia della NASL. Nel corso del campionato venne ceduto agli Hartford Bicentennials, con cui non supera la fase a gironi del torneo 1976. 
Tornato in Inghilterra Foggon viene ingaggiato dal Manchester Utd per £40.000, con cui debuttò il 21 agosto 1976 nel pareggio casalingo per 2-2 contro il Birmingham City. Venne però già ceduto nel settembre seguente per £25.000 al Sunderland.
Con i Black Cats retrocesse nella serie cadetta al termine della First Division 1976-1977.
Dal club di Sunderland passa al Southend Utd, che lo cedette in prestito all'Hartlepool Utd. Negli anni seguenti passò a vari club dilettantistici prima di chiudere la carriera agonistica nel 1980. 

## Palmarès

### Competizioni nazionali
- Second Division: 1

Middlesbrough: 1973-1974

### Competizioni internazionali
- Coppa delle Fiere: 1

Newcastle United: 1968-1969